# Theope nodosus
Espèce
Theope nodosus eest une espèce d'insectes lépidoptères appartenant à la famille  des Riodinidae et au genre Theope.

## Taxonomie
Theope nodosus a été décrit par Jason Piers Wilton Hall en 1999.

## Description
Theope nodosus est un papillon de couleur bleu outremer très largement bordé de noir aux antérieures (bord costal et bord externe) et à bordure noire au bord costal des postérieures laissant presque toute l'aile postérieure bleu outremer.
Le revers est beige grisé.

## Écologie et distribution
Theope nodosus est présent en  Équateur.

### Protection
Pas de statut de protection particulier.